# Nina Žižićová
Nina Žižićová (černohorsky Нина Жижић, Nina Žižić; * 20. dubna 1985 Nikšić) je černohorská zpěvačka. Svou kariéru odstartovala v roce 2004 se skupinou Negre. Dvakrát reprezentovala Černou Horu na Eurovision Song Contest – poprvé s písní „Igranka “ v roce 2013 společně s duem Who See, podruhé s písní „Dobrodošli“ samostatně v roce 2025.

## Kariéra

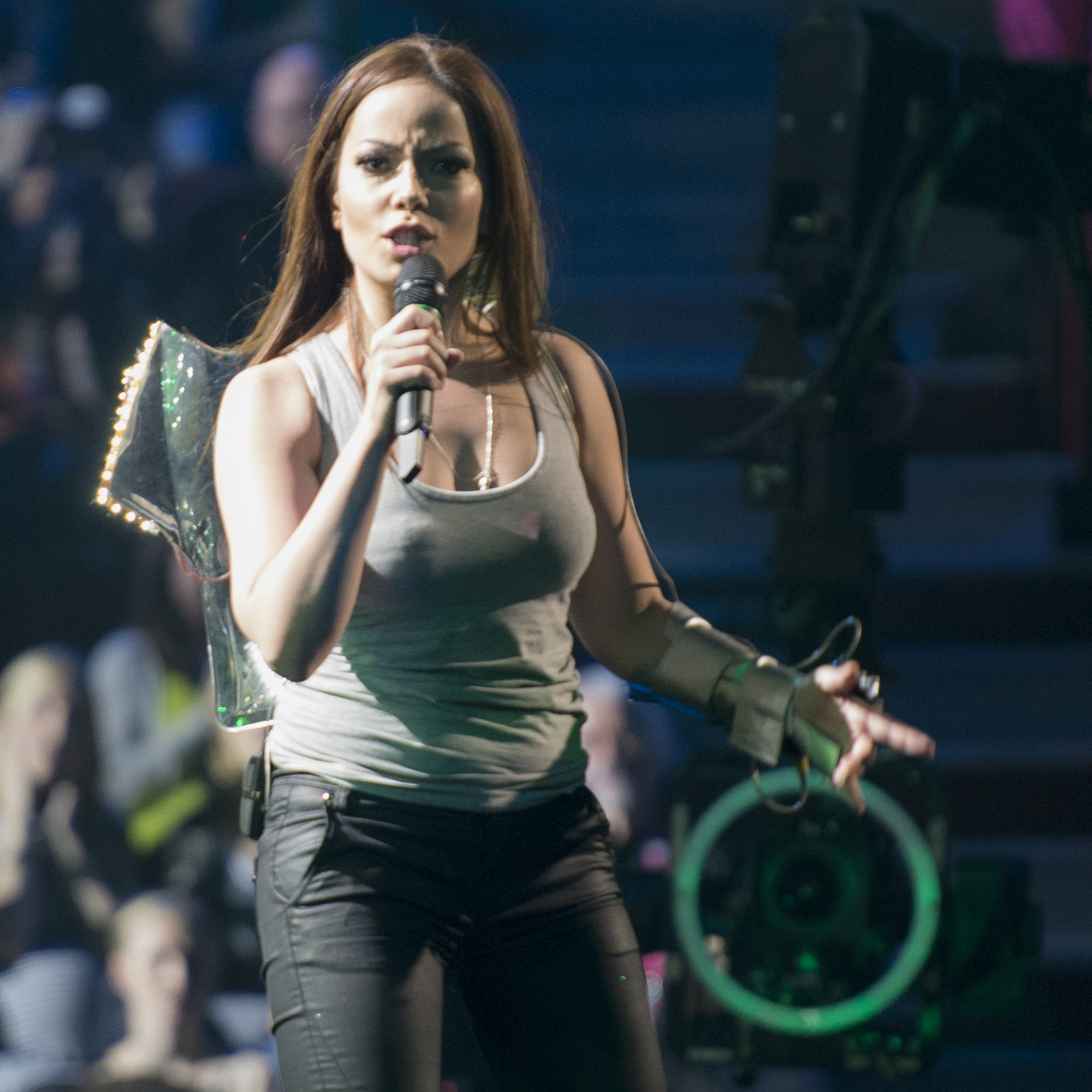
Žižićová na kostýmní zkoušce na Eurovision Song Contest 2013

V prosinci 2012 stanice RTCG uvedla, že Černou Horu bude na Eurovision Song Contest 2013 reprezentovat skupina Who See spolu s tajným umělcem, kterým byla Žižićová. Jejich písní byla „Igranka“. Společně vystoupili v prvním semifinále 14. května 2013 a skončili s 41 body na 12., nepostupovém místě.
V roce 2021 byla členkou mezinárodní poroty, která vybírala černohorského interpreta pro Eurovision Song Contest 2022.
V roce 2024 se zúčastnila národního kola Montesong 2024, kde se umístila na 2. místě za skupinou Neonoen. Skupina se ale rozhodla z Eurovize odstoupit, jelikož svou píseň v rozporu s pravidly poprvé představila už na začátku roku 2023. 8. prosince 2024 tak bylo oznámeno, že Žižićová bude Černou Horu na Eurovision Song Contest 2025 reprezentovat místo nich. V soutěži však neuspěla, když ve druhém semifinále skončila na posledním místě s 12 body a nepostoupila do finále.

## Diskografie

### Singly
- 2006: „Rijeka suza“
- 2006: „Potraži me“
- 2007: „Strogo povjerljivo“
- 2008: „Druga u meni“
- 2008: „Sve što želim“
- 2009: „Ja te moliti neću“
- 2011: „Zabranjujem“
- 2012: „Odlazi“
- 2013: „Sama kriva“
- 2013: „Klik“ (s Wikluh Sky)
- 2016: „Kiss you, goodbye“ (hudba k filmu Too Many Coincidences)
- 2023: „Paranoičan“
- 2024: „Dobrodošli“

### Hostující zpěvák
- 2013: „Igranka“ (Who See feat. Nina Žižić)
- 2023: „Common Dreams“ (Dolce Hera feat. Nina Žižić)